# Steatoda variata
Steatoda variata là một loài nhện trong họ Theridiidae.
Loài này thuộc chi Steatoda. Steatoda variata được Willis J. Gertsch miêu tả năm 1960.